# La Forteresse roulante ou l'Attaque du train 62
Pour plus de détails, voir Fiche technique et Distribution.
La Forteresse roulante ou l'Attaque du train 62 (The Railroad Raiders of '62) est un film américain produit par Kalem, réalisé par Sidney Olcott et sorti en 1911.

## Synopsis
Le capitaine Andrews propose au général d'effectuer un raid dans le camp ennemi des armées du Sud et y détruire les communications ferroviaires. Après avoir échappé à une patrouille ennemie, le commando s'empare d'une locomotive et d'un wagon à Big Shanty (Géorgie). Le moment de surprise passé, les Confédérés se reprennent et lancent un train bourré de soldats à la poursuite des Nordistes.

## Fiche technique
- Titre français : La Forteresse roulante ou l'Attaque du train 62
- Titre original : The Railroad Raiders of '62
- Réalisation : Sidney Olcott
- Directeur de la photographie : George K. Hollister
- Société de production : Kalem Company
- Pays de production:  États-Unis
- Longueur : 1 000 pieds
- Dates de sortie :
  - États-Unis : 26 mai 1911 (New York)
  - France : 23 novembre 1911 (Paris)

## Distribution
- Jack J. Clark
- J.P. McGowan

## À noter
- Le film a été tourné à Jacksonville, en Floride, où Kalem dispose d'un studio, les mois d'hiver.
- Acteur dans le film J.P. McGowan réalise une nouvelle version du film pour Kalem, en 1915, dans la série The Hazards of Helen avec Helen Holmes.
- L'histoire du raid sudiste inspire Buster Keaton qui tourne Le Mécano de la "General" en 1926.
- Une copie est conservée à la National Film Archives à Londres.